# Mirinaba
Mirinaba é um gênero de gastrópode pulmonado terrestre da família Strophocheilidae, endêmico das regiões Sul e Sudeste do Brasil.

Atualmente são conhecidas as seguintes espécies:
- Mirinaba antoniensis (Morretes, 1952)
- Mirinaba cadeadensis (Morretes, 1952)
- Mirinaba curytibana (Morretes, 1952)
- Mirinaba cuspidens (Morretes, 1952)
- Mirinaba erythrosoma (Pilsbry, 1895)
- Mirinaba fusoides (Bequaert, 1948)
- Mirinaba jaussaudi (Morretes, 1937)
- Mirinaba planidens (Michelin, 1831)
- Mirinaba porphyrostoma (Clench & Archer, 1930)
- Mirinaba unidentata (Sowerby, 1825)